# Giacomo II (vescovo di Torino)
Giacomo II (... – Torino, giugno 1231) è stato un vescovo cattolico italiano.

## Biografia
Giacomo II, vescovo di Torino, apparteneva probabilmente alla casata dei Mosso anche se non si hanno dati certi per convalidare questa affermazione.
Alcuni storici come il Semeria, sostengono che prima di essere eletto alla cattedra episcopale, egli avrebbe potuto appartenere o al clero di Vercelli o a quello di Torino, ma anche in questo caso non vi sono informazioni sufficienti sull'argomento.
Di certo, relativamente al suo episcopato, si sa che intervenne alla consacrazione della chiesa e del cimitero di San Siro di Genova assieme al vescovo di quella città, Ottone, dimostrando quale influenza già dal medioevo esercitasse la diocesi torinese sulla Liguria.
Morì a Torino sul finire del giugno del 1231.